# キングスレー・チャールズ・ダナム
サー・キングスレー・チャールズ・ダナム（Sir Kingsley Charles Dunham, 1910年1月2日 - 2001年4月5日）はイギリスの地質学者、鉱物学者である。イギリス北部の地質研究に貢献した。

## 生涯
ドーセット州のスターミンスター・ニュートンに生まれたが、ダラムで育った。1930年にダラム大学で地質学を学んだ。卒業後、アーサー・ホームズの下でイングランド北部のペナイン山脈の鉱床の調査に参加した。1932年に博士号を得た。ハーバード大学でしばらく過ごした後、イギリスに戻り、イギリス地質調査所で働いた。カンブリア州の鉄鉱床について研究し、後に著書Geology of the North Pennine Orefieldを発表した。
1950年からダラム大学の地質学の教授になった。この時代はイギリスの他の機関も含め地球科学の拡大期にあり、ダラム大学をそれにふさわしい研究機関へと変化させた。ダラム大学ではルックホープの掘削調査を指揮し、ペナイン山脈で同僚のマーティン・ボット(Martin Bott)が予測した地層下部の花崗岩の存在を発見した。1967年にイギリス地質調査所の所長に任じられ、地質調査所を地球科学、海洋科学、地球化学の研究機関として発展させた。1972年にナイトを受勲した。1975年に地質調査所を退職後は名誉教授としてダラム大学に戻り、北イングランドの鉱物学の著述を続けた。
1955年に王立協会の会員に選ばれ、1970年にロイヤル・メダルを受賞した。1958年から1959年はヨークシャー地質学会の会長を務め、ヨークシャー地質学会のソービー・メダルを受賞した。1976年にウォラストン・メダルを受賞した。

## 著書
- "The Geology of the North Pennine Orefield"
- "The natural concentration of useful minerals"